# My Winter Storm
My Winter Storm je druhé album sólové kariéry finské zpěvačky Tarji Turunen. Vydala jej společnost Universal Music Group 19. listopadu 2007. Singl i album produkoval Daniel Presley.

## Skladby
1. Ite, missa est
2. I Walk Alone
3. Lost Northern Star
4. Seeking for The Reign
5. The Reign
6. The escape of the Doll
7. My Little Phoenix
8. Die Alive
9. Boy and the ghost
10. Sing for me
11. Oasis
12. Poison
13. Our Great Divide
14. Sunset
15. Damned and Divine
16. Minor Heaven
17. Ciaran's Well
18. Calling Grace